# Antipalästinensischer Rassismus
Antipalästinensischer Rassismus (öfters in der Abkürzung APR) ist Rassismus, der sich gegen Palästinenser und Palästinenserinnen richtet. Antipalästinensischer Rassismus umfasst das Negieren der Existenz einer palästinensischer Ethnie, einer palästinensischen Gemeinschaft und eine pauschale Herabwertung von Palästinensern.

## Beschreibung
Antipalästinensischer Rassismus ist eine spezifische Form des Rassismus. Palästinenser können antimuslimischen Rassismus und antiarabischen Rassismus erleben und orientalistischen Stereotypen ausgesetzt sein. Davon zu unterscheiden ist APR, der sich nicht auf diese verwandten Rassismen reduzieren lässt, sondern der auf Palästinenser in „genau dieser Eigenschaft oder Zuschreibung“ abzielt und sie mit spezifischen Herausforderungen konfrontiert. In mehreren Veröffentlichungen werden Repressalien an Gruppierungen und Einzelpersonen, die sich mit Palästinensern solidarisieren, ebenfalls unter den Begriff des antipalästinensischen Rassismus gestellt.
Relativ regelmäßig werden in der Forschung als Merkmale antipalästinensischen Rassismus genannt: Palästinenser wurden und werden imaginiert, diffamiert und delegitimiert als geschichtslose Primitive, später auch als wesenhafte Terroristen und Antisemiten. Handlungsseitig wurden und werden entsprechend in Israel und den besetzten Gebieten die Geschichte der Palästinenser – insbesondere die Nakba – geleugnet oder relativiert und die Spuren dieser Geschichte ausgelöscht. Später entsprach dem auch in anderen westlichen Ländern der Ausschluss der palästinensischen Perspektive aus dem öffentlichen Diskurs durch Maßnahmen wie Kriminalisierung der Rede, Versammlungsverbote, Deplatforming, Cancel Culture und Schmutzkampagnen.
Während manche Wissenschaftler eine genaue Vorstellung von antipalästinensischem Rassismus haben, schlagen andere vor, dass „APR ein neu entstehendes Konzept ist, so dass weitere Forschungsarbeiten erforderlich sind, um es genauer zu definieren. Besonders wichtig ist es, die Wechselwirkungen von APR mit anderen Formen von Rassismus zu verstehen, insbesondere Antisemitismus und Islamophobie.“

## Länderspezifische Ausprägungen
Antipalästinensischer Rassismus ist in manchen Ländern ausgeprägter als in anderen. Neben Israel nennen Anna-Esther Younes und die Politikwissenschaftlerin Hanna Al-Taher als besonders betroffene Länder die USA, Kanada, Deutschland und England; der Literaturwissenschaftler Steven Salaita außerdem noch Frankreich. Die Geschichte der Ausprägungen von APR in diesen Ländern ist noch nicht umfassend erforscht; verschiedene Forscher haben aber einzelne Momente näher beschrieben.

### Israel

#### Wurzeln: Verleugnung und Abwertung nach der Nakba
Über den Ursprung eines spezifischen antipalästinensischen Rassismus hat besonders ausführlich der Soziologe Martin Shaw geschrieben. Während es schon früh Stimmen gab, die den Zionismus von Grund auf und wesentlich mit Rassismus verbanden, und sich später Einschätzungen häuften, die Rassismus im Programm der Zionisten angesiedelt sahen, datierte Shaw den Ursprung von konkret antipalästinensischem Rassismus auf die Zeit nach 1948. Bereits zuvor hätten Europäer und Zionisten zwar Palästinenser als minderwertig und vernachlässigbar angesehen. Vor 1948 jedoch, als die frühen Zionisten nach Palästina migrierten und noch eine Minderheit im Land bildeten, sei es ihnen nicht primär um die Palästinenser gegangen, sondern um das Land. Erst nach der Nakba – bei der rund 750.000 Palästinenser flohen oder vertrieben wurden und ihnen die Rückkehr verweigert wurde, und nach der die Verbliebenen fast zwei Jahrzehnte unter einem diskriminierenden Militärregime lebten – habe sich als Nebenfolge dieser politischen Entwicklungen ein gezielt gegen diese Palästinenser außerhalb und innerhalb Israels gerichteter Rassismus herausgebildet.
Laut der Soziologin Fae Chubin und dem Soziologen Manuel A. Ramirez wurden die Verweigerung der Rückkehr der geflohenen und vertriebenen Palästinenser außerhalb Israels und die Ungleichbehandlung der verbliebenen Palästinenser innerhalb Israels mit zwei unterschiedlichen diskursiven Strategien gerechtfertigt: Die Region Palästina wurde erstens konstruiert als vor der Erschließung durch die Zionisten „leeres“ und „karges, gefährliches Land mit nur wenigen Arabern ohne alte Geschichte, Kultur oder Zivilisation“. Verwandt mit dieser diskursiven Strategie war für einige Autoren das politische Programm, systematisch die palästinensische Vergangenheit Israels durch Neubesiedlung, durch Überpflanzung zerstörter Dörfer mit Wäldern, durch die Unterdrückung der Erinnerung an die Nakba und durch ähnliche Maßnahmen zu eliminieren. Zweitens wurden die Palästinenser konstruiert als „primitiv und unzivilisiert, weshalb sie das Land nicht verdienten“. Eine verbreitete Variante der Strategie, Palästinenser als unzivilisiert und wild zu charakterisieren, war zum Beispiel, sie als Nachfahren der Philister, des alten Erzfeinds der Israeliten, darzustellen. David Theo Goldberg nannte dies die „Philistinisierung“ der Palästinenser. Für das 21. Jahrhundert stellte der Philosoph Zahi Zalloua noch stärker fest, Palästinenser würden von Israelis „verdinglicht“, am häufigsten aber als „menschliche Tiere“ dargestellt.

#### Weitere Entwicklungen in den Folgejahren
Forschungen über APR in Israel nach 1948 bieten kein einheitliches Bild. Weitgehender Konsens besteht darüber, dass ab den 70ern Rassismus zugenommen hat. Dies lässt sich auch an Umfragen zeigen. So gaben bei einer Umfrage von 1975 unter High School-Schülern 32 % an, dass sie „starken Hass“ gegenüber „Arabern“ empfänden; bei zwei weiteren Umfragen um 1988 und 1994 hatte sich dieser Wert auf 39 % erhöht, bei einer noch jüngeren Umfrage unter Jugendlichen von 2024 (nach Beginn des Gazakriegs seit 2023) schließlich war er auf 51 % angestiegen:

“Participants’ average responses over the past year show that 51% of Jewish youth report high levels of hatred toward Arabs, compared to 33% of Arab youth who report similar levels of hate toward Jews. This is an especially troubling finding. Researchers generally believe that study participants tend to downplay feelings of hate […] (respondents are unwilling to declare ‘I hate’ because it casts them in a negative – or worse, racist or ultra-nationalist – light). [… This] is so alarming, because it may indicate a shift in emotional norms. The social norm has been upended, and now it is acceptable to say, ‘I hate Arabs.’”

„Die durchschnittlichen Antworten der Teilnehmenden im vergangenen Jahr zeigen, dass 51 % der jüdischen Jugendlichen von starkem Hass gegenüber Arabern berichten, während 33 % der arabischen Jugendlichen ähnliche Hassgefühle gegenüber Juden angeben. Dies ist ein besonders beunruhigender Befund. Forschende gehen im Allgemeinen davon aus, dass Teilnehmende in Studien dazu neigen, Hassgefühle herunterzuspielen […] (Befragte sind nicht bereit zu sagen: ‚Ich hasse‘, weil dies sie in ein negatives – oder schlimmer noch, rassistisches oder ultranationalistisches – Licht rücken würde). [… Der Befund] ist so alarmierend, weil er auf einen Wandel der emotionalen Normen hindeuten könnte. Die soziale Norm hat sich verschoben, und nun ist es akzeptabel zu sagen: ‚Ich hasse Araber‘.“

Uneinigkeit besteht darüber, wie es sich für die Jahre zwischen 1948 und den 70ern verhielt. Mehrere Historiker schreiben, dass Rassismus zu dieser Zeit wenig ausgeprägt gewesen sei. Untersuchungen von Lehrbüchern legen umgekehrt nahe, dass rassifizierende Perspektiven auf Palästinenser als primitiv, schmutzig und moralisch verkommen und ein Verschweigen der Nakba und der Geschichte der Palästinenser vor der Nakba in den Jahren nach 1948 am ausgeprägtesten waren und erst ab den 1990ern abnahmen, auch danach aber nach wie vor deutlich festzustellen waren (zu Rassismus in Schulbüchern siehe unten).
Kahanismus ab den 1970ern
Als die beiden Faktoren, die ab den 1970ern Rassismus zunehmen lassen haben, werden erstens das Aufkommen des Kahanismus und zweitens der Terrorismus-Diskurs gesehen.
1971 wurde die rechtsextreme Partei Kach in Israel gegründet. Aus ihr hat sich eine eigene Richtung des Zionismus entwickelt, die „Kahanismus“ genannt wird. Die Soziologin Eva Illouz und die Pädagogin und Friedensforscherin Pauline Kollontai rechneten die Gründung dieser Partei als das entscheidende Datum, an dem Rassismus auch als dezidiert „politische […] Agenda [und] als eine im Entstehen begriffene, distinkte Kraft in Israel“ eine Rolle zu spielen begonnen habe. Laut Illouz übernahmen ab diesem Zeitpunkt immer mehr Parteien, NGOs und religiöse Führer die Rolle von „Abscheu-Unternehmern“. Spätestens seit den späten 1990ern oder frühen 2000ern sei dieser politische Rassismus dann auch zunehmend in der gesellschaftlichen Mitte angekommen.
Von einer ähnlichen Chronologie ging der Historiker Derek Penslar in seiner Emotionalitätsgeschichte des Zionismus aus: Auch nach Penslar sei es der explizite religiöse Rassismus des Kach-Gründers Meir Kahane gewesen, der ab den 1980ern in Teilen der israelischen Gesellschaft Wurzeln geschlagen habe, und die Zweite Intifada ab 2000 sowie Raketenangriffe aus dem Gazastreifen hätten diesen „anti-arabischen Hass“ zunehmend enttabuisiert, populär gemacht und gesteigert, bis schließlich laut Umfragen zum Beispiel 2016 beinahe die Hälfte aller jüdischen Israelis dafür votierte, man solle Palästinenser aus Israel ausweisen, und 2018 bis zu 90 Prozent aller Israelis aussagten, sie hätten Einwände, wenn ihre Kinder sich mit Palästinensern anfreundeten.
Zunehmende Terrorisierung ab den 1970ern
Zum zweiten Faktor hat die Politikwissenschaftlerin Heike Schotten herausgearbeitet, inwiefern sich das in den vergangenen Jahren herauskristallisierte Bild der Palästinenser ab den späten 1970er Jahren weiterentwickelte. Nachdem Israel im Sechstagekrieg 1967 auch das Westjordanland und den Gazastreifen erobert und nun die dort lebenden Palästinenser unter ein Militärregime gestellt hatte, häuften sich in diesen Gebieten terroristische Anschläge. Schotten argumentiert, dass danach durch eine „von Israel orchestrierte internationale Propagandakampagne“ Palästinenser auf Terrorismus reduziert wurden: Sie seien per se Terroristen oder mindestens terrorismusverdächtig. Diese Reduzierung wurde beispielsweise von Edward Said als „rassistisch“ zurückgewiesen. Schotten interpretierte dieses Imaginär des „palästinensischen Terroristen“ nicht als neuen Gedanken, sondern als Weiterentwicklung des älteren Imaginärs vom „palästinensischen Wilden“.
Mehrere Forscher nahmen an, dass dieses nunmehr mit Terrorismus assoziierte Palästinenserbild ab den 2000ern im Zuge des Kriegs gegen den Terror (und der Zweiten Intifada) noch stärker betont wurde. Martin Shaw beobachtete eine „extensive“ Zunahme von Rassismus besonders im Zusammenhang mit der Operation Protective Edge um 2014.

„Although presented as an anti-terrorist campaign accompanied by concern for civilians, the wholesale destruction of neighbourhoods and blowing up of homes, causing over two thousand deaths and making hundreds of thousands homeless, represented a strategy in which Gaza’s Palestinian population was effectively targeted en bloc. This process extensively fostered racist attitudes among Israelis, both on the part of soldiers directly encouraged to treat Palestinians as such as enemies, and among civilians for whom ‘Israeli Arabs’ were the internal enemy“

„Obwohl sie als Anti-Terror-Kampagne präsentiert wurde und mit der Sorge um Zivilisten einherging, bedeutete die großflächige Zerstörung ganzer Stadtviertel und das Sprengen von Wohnhäusern – mit über 2000 Todesopfern und Hundertausenden von Obdachlosen – de facto eine Strategie, die die palästinensische Bevölkerung Gazas als Ganzes ins Visier nahm. Dieser Prozess förderte in erheblichem Maße rassistische Einstellungen unter Israelis – sowohl bei Soldaten, die direkt dazu ermutigt wurden, Palästinenser als Feinde zu betrachten, als auch in der Zivilbevölkerung, für die ‚israelische Araber‘ zunehmend als innerer Feind galten.“

Rassismus in Schulbüchern
Israelischer Rassismus gegenüber Palästinensern wird häufig anhand der Analyse von Schulbüchern erforscht. Exemplarisch seien die Untersuchungsergebnisse der Literaturwissenschaftlerin Nurit Peled-Elhanan dargestellt, die mit ihrem Buch Palästina in israelischen Schulbüchern das einzige ins Deutsche übersetzte Werk und mit ihrem Buch Holocaust Education and the Semiotics of Othering in Israeli Schoolbooks auch das aktuellste Werk zum Thema vorgelegt hat.
Peled-Elhanan zeichnet ein vielschichtiges Bild von rassistischem Gedankengut gegenüber der palästinensischen Bevölkerung, das den Kindern und Jugendlichen über das israelische Bildungssystem vermittelt wird. Im Mittelpunkt der Untersuchung standen israelische Schulbücher der Fächer Geschichte, Geographie und Staatsbürgerkunde.
Eine ethnische Klassifizierung wird in den Theorien über Rassismus als Charakteristikum für eine rassistische Darstellung gewertet. Die Kategorisierung in Israelis oder Juden und Nicht-Juden, die „Araber“ sind, ist ein Merkmal israelischer Schulbücher. Im Folgenden dazu zwei Beispiele:

„Die arabische Bevölkerung: Innerhalb dieser Gruppe gibt es mehrere religiöse Gruppen und mehrere ethnische Gruppen: Muslime, Christen Drusen, Beduinen und Tscherkessen. Aber da die meisten von ihnen Araber sind, werden wir sie von nun an als Araber bezeichnen.“

„Die arabische Gesellschaft ist traditionell und wehrt sich gegen Veränderungen aufgrund ihrer Natur, sie ist abgeneigt Neues anzunehmen.“

Die Dichotomie wird zum Beispiel in den Schulbüchern für Geographie verwendet, um den Unterschied zwischen Fortschritt und Rückständigkeit zu untermauern und um auf Landkarten, Graphiken und Diagrammen die Unvollständigkeit des zionistischen Projektes der „Judaisierung“ des Landes zu illustrieren. So würden als Beispiel in einem Buch auf einer Karte der ländlichen Gebiete Israels die jüdischen Siedlungen blau markiert und die arabischen Dörfer rot. Der Text unterhalb der Karte bezeichnet die jüdischen Siedlungen als Kibbuz, Moshaw, jüdische Gemeinden, Siedlungen etc., während die arabischen Dörfer lediglich als „arabisch“ definiert würden – obwohl es mehrere Arten von arabischen Dörfern in Israel gibt. In den Schulbüchern für Geschichte würden die israelischen Versionen der Ereignisse als objektive Fakten dargestellt, während die arabischen Versionen als Möglichkeiten dargestellt seien, die durch Einleitungssätze wie „Laut arabischer Version“ umgesetzt sind.
In den wichtigsten Schulbüchern von 1996 bis 2010 würden Palästinenser entweder auf stereotype Art dargestellt oder gar nicht, indem sie eliminiert würden, „wo sie eigentlich anwesend sein müssten“. In den Bücher für die Kinder von 1 bis 4 Jahren existierten Palästinenser nicht. Es gebe keine Kinderlieder, Sprüche oder Volksmärchen. In anderen Schulbüchern werde eine Reihe von Konzepten, Ideen, Bildern und Institutionen umgesetzt, die einen festen Rahmen für Interpretationen und Bedeutungen für rassistisches Gedankengut in der Gesellschaft lieferten. Die Palästinenser würden als primitiv, unterwürfig, abartig, kriminell oder böse und als „Problem, das gelöst werden muss“ beschrieben. Sie würden als primitive Bauern, Nomaden, Flüchtlinge und Terroristen dargestellt. Die stereotypen Bilder befänden sich an namenlosen Orten ohne Zeitangabe. In einem Schulbuch werde ein Text mit einer Karikatur eines „israelischen Arabers“ mit einem Schnurrbart erweitert, der Ali-Baba-Hosen trägt und ein Kamel führt. Die Darstellung sei aus europäischen Büchern wie Tausend und eine Nacht nach Israel importiert worden und werde weiterhin verwendet.
Israelische Schulbücher für Geschichte, Geographie, Gemeinschaftskunde, Literatur und sogar Naturwissenschaften und Grammatik vermittelten auf die eine oder andere Weise die zionistische Sichtweise. Die Bibel diene als verbindliche historische Quelle, und das gegenwärtige jüdische Leben in Israel werde als direkte Fortsetzung des biblischen Königreichs Judäa angesehen. Diese sinnstiftende Erzählung für eine Gruppe oder Kultur schließe sowohl die Leugnung von 2000 Jahren jüdischen Lebens im „Exil“ ein als auch die Leugnung irgendeines bedeutsamen Lebens in Palästina während derselben Zeit. Im Mittelpunkt stehe der fortwährende Kampf der Juden gegen nicht-jüdische Eroberer, Eindringlinge und Verfolger.

#### Statistische Studien zu antipalästinensischem Rassismus in Israel
Eine Studie der Universität Tel Aviv von 2010 ergab, dass 50 Prozent der israelisch-jüdischen High-School-Studenten der Meinung sind, dass die palästinensischen Bürger nicht die gleichen Rechte erhalten sollten. 56 Prozent von ihnen glauben, dass sie nicht in die Knesset gewählt werden dürften. Die Untersuchung offenbart die Wichtigkeit der Beziehung zur jüdischen Religiosität. So glauben 82 Prozent der religiösen Studenten und 39 Prozent der säkularen Studenten, dass den palästinensischen Bürgern die Rechte verweigert werden sollten. 82 Prozent der religiösen und 47 Prozent der säkularen Studenten waren überzeugt, dass palästinensische Bürger nicht in die Knesset gewählt werden dürften. Nach der Meinung der Wissenschaftler, die die Studie durchgeführt haben, sind die Zahlen das Ergebnis der israelischen Schulbildung. Die israelischen, allgemein eingesetzten Schulbücher erzögen zu einem Rassismus, der in elitären Diskursen, wie Veröffentlichungen, Schulbüchern, akademischen Diskussionen, politischen Reden und parlamentarischen Debatten reproduziert werde. Der in der Bildung angelegte Rassismus werde dann in anderen sozialen Bereichen gelebt.
Nach einem Bericht von The Intercept, der sich auf 7amleh – The Arab Center for Social Media Advancement berief, wuchs 2022 die Zahl antipalästinenscher Hasskommentare auf sozialen Medien um 10 Prozent. Rechtsgerichtete Politiker in Israel hätten dabei die Hassrede gegen Palästinenser befeuert. 2023 registrierte 7amleh bereits in den Folgetagen des Terrorangriff am 7. Oktober einen weiteren Anstieg an Hasskommentaren; ein Trend, der sich 2024 fortsetzte.

### Deutschland
In Deutschland lebt die größte palästinensische Gemeinschaft Europas. Obwohl Migrationsforscher davon ausgehen, dass 2024 rund 200 000 Menschen palästinensischer Herkunft in Deutschland leben – ungefähr ein Fünftel von ihnen in Berlin –, fanden sich in staatlichen Archiven nur wenige Dokumente, die sich explizit mit palästinensischer Migration beschäftigen. Die Verwendung von Bezeichnungen wie „Palästinenser“ oder „palästinensisch“ war umkämpft und stellte auch Historiker vor Schwierigkeiten. Bereits in den 1950er-Jahren kamen arabischsprachige Menschen, die im ehemaligen Völkerbundsmandat für Palästina geboren waren, zum Studium oder zum Arbeiten nach Deutschland. Viele von ihnen waren staatenlos oder hatten die Staatsbürgerschaft eines Landes, in das ihre Familien während der Nakba oder sie selbst fliehen mussten. In den 1970er-Jahren flohen viele von ihnen vor dem Libanesischen Bürgerkrieg (1975 bis 1990) und vor dem Bürgerkrieg in Syrien (seit 2011) flohen wiederum viele aus den dortigen Palästinenser-Flüchtlingslagern nach Deutschland. Die palästinensische Diaspora bemühte sich in Deutschland um Sichtbarkeit und Anerkennung, die Sozialwissenschaftlerin Sarah al-Bulbeisi schrieb, „ihre Geschichte werde negiert, ihre Gewalterfahrung würde ausgeblendet, ihre Anliegen ignoriert“. Die Unsichtbarkeit von Palästinensern sei nicht nur eine gesellschaftlich produzierte, sondern auch eine Form symbolischer Gewalt.
Seit dem 7. Oktober 2023:
In einer am 10. August 2024 veröffentlichten Studie mit dem Titel "Erasing Palestine in Germany’s Educational System" zeichnen die Autoren die Auswirkungen der 2009 ausgerufenen Deutschen Staatsräson auf die öffentliche Wahrnehmung von Palästinensern. Die Autoren zeichnen eine Streichung von Inhalten mit Palästina-Bezug aus Bildungscurricula, eine Einschränkung des Meinungskorridors und eine Kriminalisierung von palästinensischen Stimmen nach.
Die Autoren erklärten: „Die Figur des Palästinensers wurde auf transnationaler Ebene zum Synonym für ‚islamistischen Terror‘ und ‚Antisemitismus‘ und ‚verkörperte‘ oft eine ‚irrationalen‘ Welt, die mit dem Westen im Krieg steht.“
Amnesty International erklärte am 10. Juni 2024, nachdem es „seit den grausamen Kriegsverbrechen der Hamas am 7. Oktober 2023 sowie der darauf folgenden massiven Militäroffensive und der humanitären Katastrophe im Gazastreifen“ zu zahlreichen pauschalen Versammlungsverboten in Berlin gekommen sei:

„Antisemitismus und antimuslimischer Rassismus sind keine Meinung. Amnesty International stellt sich klar gegen jede Form der gruppenbezogenen Menschenfeindlichkeit. Das bedeutet auch: Marginalisierte Menschen dürfen nicht gegeneinander ausgespielt werden. Für antisemitische Vorfälle vor allem muslimische oder muslimisch gelesene Personen verantwortlich zu machen, lenkt von Antisemitismus als gesamtgesellschaftliches Problem ab. Antimuslimischer und antipalästinensischer Rassismus werden so verstärkt. Eine pauschale Kriminalisierung von Protesten wird zu keiner Lösung beitragen, sondern Diskursräume weiter verengen.“

### Vereinigtes Königreich
Die Politikwissenschaftlerin Beverley Milton-Edwards konstatierte nach dem 7. Oktober 2023 einen Anstieg von antipalästinensischem Rassismus im Vereinigten Königreich, darunter Todesdrohungen gegen Besucher einer Moschee. Das britische Institute of Race Relations erklärte Ende Oktober 2023, man erlebe „die Verwandlung eines reflexartigen Antipalästinismus in einen vollwertigen antipalästinensischen Rassismus, der die Politik und die britische Kultur in einem noch nie dagewesenen Ausmaß durchdringt. Die Bezugsrahmen des Kriegs gegen den Terror werden derzeit mit dem Antipalästinismus in Deckung gebracht, was zur Kriminalisierung nationaler Symbole und kultureller Ausdrucksformen in der Diaspora wie der palästinensischen Flagge oder der Kufiya führt“.
Im Juli 2025 erhoben mehr als 100 BBC-Journalisten gegenüber dem eigenen Management den Vorwurf eines strukturellen antipalästinensischen Rassismus, der zu einer Abkehr von redaktionellen Standards und einer einseitig proisraelischen Berichterstattung geführt habe. Anlass des Protests war die Entscheidung, den investigativen Dokumentarfilm „Gaza: Medics Under Fire“ („Gaza: Ärzte unter Feuer“), der gezielte Angriffe der israelischen Armee auf medizinisches Personal in dem Palästinensergebiet zum Thema hatte, nicht auszustrahlen, obwohl die Dokumentation redaktionell freigegeben worden war. Der Film wurde stattdessen von Channel 4 ausgestrahlt. Die BBC wies die Vorwürfe zurück, gestand aber ein, dass die Stimmung im eigenen Hause angespannt sei.

## Rezeption
Martin Shaw plädiert 2015 für einen dynamischen und sich andauernd veränderten Rassismus, der Antisemitismus und antipalästinensischen Rassismus als Varianten des Rassismus integriert und in Beziehung setzt. Rassismus sei ein allgemeines Konzept zum Verständnis für gruppenfeindliche Ideen und Handlungen. Es weist auf dessen grundlegende Irrationalität hin, unabhängig von den spezifischen Beweggründen, die sie zum Ausdruck bringen. Als breite und dynamische Kategorie widerspricht das Konzept des Rassismus den Argumenten des „neuen Antisemitismus“, der eine strenge Verbindung zwischen der Opposition zu Israel und Antisemitismus vorschlägt, auch wenn es Zusammenhänge von den aktuellen Formen des Antisemitismus mit den Veränderungen, die Israel für die Stellung der Juden bewirkt hat, gäbe. Er fordert ein strukturelles Konzept nach Max Weber für die theoretische Abstimmung und Versöhnung, das die divergierenden Perspektiven der Akteure, inklusive des antipalästinensischen Rassismus, erklärt. Eine Neubewertung des allgemeinen Bereichs des Rassismus, der den Konflikt umgibt, könne der Debatte über Antisemitismus ermöglichen, sich von der sterilen, überpolitisierten Debatte über den „neuen Antisemitismus“ zu lösen.
Das von Martin Shaw vorgeschlagene Grobkonzept stellt die Darstellung des Wandels des Antisemitismus seit 1948 in einen breiteren strukturellen Kontext. Als ein Resultat der zionistischen Kampagne für ein „nationales Heim“ in Palästina hat er die Identitäten beider Seiten verändert und neue Arten von Rassismus gegen die Palästinenser hervorgebracht. Die Identitäten veränderten sich von einer hauptsächlich religiösen Ausrichtung zu einer entstehenden nationalen Identität. Die Gründung von Israel hat diesen Trend verstärkt, da die meisten Juden weltweit sich mit dem neuen Staat identifizierten ohne dort tatsächlich einzuwandern. Auf der anderen Seite wurde der jüdische Staat durch die Vertreibung von palästinensischen Arabern gegründet und veränderte die palästinensische Identität ebenfalls. Eine mögliche Grobstruktur ergäbe deshalb die Untersuchungen der Transformation der Identitäten (Juden/Israeli und Palästinenser). Darin verwoben sind die Gründung, Expansion und die Sicherung des Staates Israel, und die Konflikte rund um diese Prozesse. Im Weiteren sollte sich das Konzept mit den Potentialen für neue Formen des Rassismus, korrespondierend mit den veränderten Identitäten in diesen neuen sozialen Beziehungen und den daraus resultierenden Konflikten befassen.
In den USA griff 2024 einer der Verfasser der Definition von Antisemitismus des IHRA, Kenneth S. Stern, vor dem United States Senate Committee on the Judiciary seine Warnung aus dem Jahr 2017 auf und präzisierte sie: Er befürchtete, dass eine Definition von antipalästinensischem Rassismus zu einer rechtlichen Verankerung dieser Definition analog zur IHRA-Definition von Antisemitismus führen könnte. Das könnte ebenfalls eine gefährliche Einschränkung der akademischen Freiheit nach sich ziehen. In seiner Stellungnahme verwendete er den Begriff antipalästinensischer Hass.
Gemäß dem deutschen Politologen Floris Biskamp werden Antisemitismus und Rassismus aus einer Vielzahl theoretischer und politischer Perspektiven betrachtet, die mit sehr unterschiedlichen Positionierungen zum Nahostkonflikt, dem Islam, dem muslimischen Antisemitismus und antimuslimischen Rassismus einhergehen. Die theoretische und politische Positionierung der Forschenden ständen dabei in einer Wechselwirkung zueinander. Für die jüngeren Konflikte der zwei Forschungsrichtungen, der Antisemitismus- und Rassismuskritik, seien die kritisch-theoretische Antisemitismuskritik und die postkoloniale Sichtweise prägend. Die Antisemitismuskritik weise für Österreich und Deutschland eine Besonderheit auf, die mit Anbindungen an die angelsächsischen und israelischen Sichtweisen einhergeht, während die Rassismuskritik global anwesend und im deutschsprachigen Raum eher unterrepräsentiert sei.
Floris Biskamp ordnet die Forschenden, die sich dem antipalästinensischen Rassismus widmen und sich in Deutschland am Schärfsten zu Israel äußern, in der Rassismuskritik an. Während der antisemitismuskritische Blick in der rassismuskritischen Verurteilung Israels einen Fall von israelbezogenem Antisemitismus sehe, sehe der rassismuskritische Blick in der antisemitismuskritischen Verurteilung der palästinensischen Nationalbewegung und ihrer Unterstützer einen Versuch, Antirassismus und Antikolonialismus zum Schweigen zu bringen. Floris Biskamp zufolge ist ein derartiges Handgemenge in einer postnationalsozialistischen und postkolonialen Welt wohl unvermeidbar, aber der Streit „könne doch zumindest produktiver bestritten werden“.